# Phasianidae
I Phasianidae  (Horsfield, 1821) sono una sottofamiglia dei fagiani, uccelli dell'ordine Galliformes. La sottofamiglia comprende vari fagiani, tragopani, galli cedroni, tacchini e uccelli simili. Sebbene questa sottofamiglia fosse considerata monofiletica e separata dalle pernici, dai francolini e dalle quaglie del Vecchio Mondo (Perdicinae) fino all'inizio degli anni '90, filogenesi molecolari hanno dimostrato che questa sottofamiglia è parafiletica. Ad esempio, alcune pernici ( genere Perdix ) sono più strettamente legate ai fagiani, mentre le quaglie del Vecchio Mondo e le pernici del genere Alectoris sono più vicine agli uccelli della giungla.
Ci sono due cladi nei Phasianinae: il clade erettile e i cladi non erettili. Si ritiene che entrambi i cladi si siano discostati durante il primo Oligocene, circa 30 milioni di anni fa.
I Phasianinae sono caratterizzati da un forte dimorfismo sessuale, i maschi sono molto decorati con colori vivaci e ornamenti, come bargigli e lunghe code. I maschi sono generalmente più grandi delle femmine e hanno la coda più lunga. I maschi non svolgono alcun ruolo nell'allevamento dei piccoli. Di solito mangiano semi e alcuni insetti.

## Descrizione
Il loro corpo è abbastanza slanciato, breve il collo, la testa piccola, le ali corte e fortemente arrotondate, la coda lunghissima, composta di sedici o diciotto penne disposte a tetto; hanno becco snello, arcuato, debole e munito di uncino, e piedi di media altezza che nei maschi si arricchiscono della presenza di uno sperone. Il piumaggio riveste tutto il corpo, con l'eccezione delle nude guance e dei tarsi: le sue piume sono generalmente grandi e arrotondate, sono eccezionalmente sottili e lunghe, e si allungano, ora all'occipite ora alla nuca, in cuffie e collari; qua e là sono sfilacciate, ed il loro colorito si compone in gradazioni elegantissime. Le femmine sono generalmente più piccole dei maschi, hanno la coda più corta e piumaggio di colori meno appariscenti.

## Distribuzione e habitat
Raramente penetrano all'interno delle foreste, perché hanno bisogno, per soddisfare le loro necessità vitali, di vagare nei campi, nei prati e nelle pianure fertili. Alcune specie si trattengono anche nel più rigido inverno nelle regioni montane, altre invece non si discostano dalle pianure e tutti possono dirsi molto affezionanti alle proprie abitudini stanziali. Non si può in nessun caso, infatti, dire che compiano veri e propri trasferimenti, soprattutto se si considera l'insufficienza dei loro organi di locomozione. Se infatti i fagiani camminano bene e non restano dietro a nessun altro gallinaceo nella corsa, il loro volo è, invece, faticosissimo ed essi non vi ricorrono che in casi di necessità estrema.
Gli spostamenti aerei richiedono loro dei robusti colpi d'ala al momento della levata, che producono dei forti e caratteristici rumori; a maggiore altezza invece scivolano con le ali allargate e la coda orizzontale, procedendo abbastanza celermente.
Sul terreno si muovono adagio e con circospezione, con il collo retratto e la bella coda sollevata in modo da evitarle ogni danno a contatto col terreno, e, se devono affrettare l'andatura, piegano il capo più in basso, alzano maggiormente la coda e si aiutano, se è necessario, con le ali; posati sugli alberi, si mantengono dritti e lasciano penzolare quasi verticalmente la lunga appendice.
I sensi dei fagiani sono bene sviluppati. Tra loro vivono in pace per gran parte dell'anno, ma l'epoca degli amori, accendendo la gelosia dei maschi, introduce anche nei loro rapporti frequenti occasioni di lotta. Di natura timida e schiva, amano tenersi, per quanto possono, nascosti tra i cespugli e le erbe. Talvolta possono avvistarsi in luoghi aperti, alla ricerca di cibo. Il maschio è solitario, mentre la femmina dopo la schiusa delle uove ha con sé per alcune settimane la covata. La loro occupazione principale consiste nella ricerca del cibo, prolungata dal mattino alla sera con un breve intervallo nelle ore pomeridiane.

## Biologia

### Alimentazione
Si nutrono delle sostanze vegetali più disparate, dalle sementi alle bacche ed alle foglie, nonché di diverse specie di insetti.

### Riproduzione
Come regola generale, questi uccelli sono poligami ed ogni maschio ama farsi una piccola corte di cinque o sei femmine; spinto da una smania amorosa, per conquistarle gira intorno ad esse in diversi atteggiamenti, drizza le piume del ciuffo e del collo, solleva le ali, il groppone, la coda e fischia. Dopo l'accoppiamento si disinteressa della compagna, va in cerca di altre femmine e combatte con altri maschi per il controllo del territorio; la femmina invece si cerca un cantuccio tranquillo, vi pratica, razzolando, una leggera escavazione e, dopo averla sommariamente rivestita, vi depone le proprie uova, sei, otto o magari dodici, che cova per 24-25 giorni. I pulcini presentano, subito dopo sgusciati, un aspetto non diverso da quello degli altri piccoli gallinacei; sono altrettanto vispi, crescono rapidamente e nella seconda settimana di vita sono già in grado di svolazzare e di appollaiarsi sugli alberi; entro due o tre mesi il loro sviluppo è completo, ma fino all'autunno rimangono sotto la protezione dei genitori.

## Tassonomia
- Genere Xenoperdix

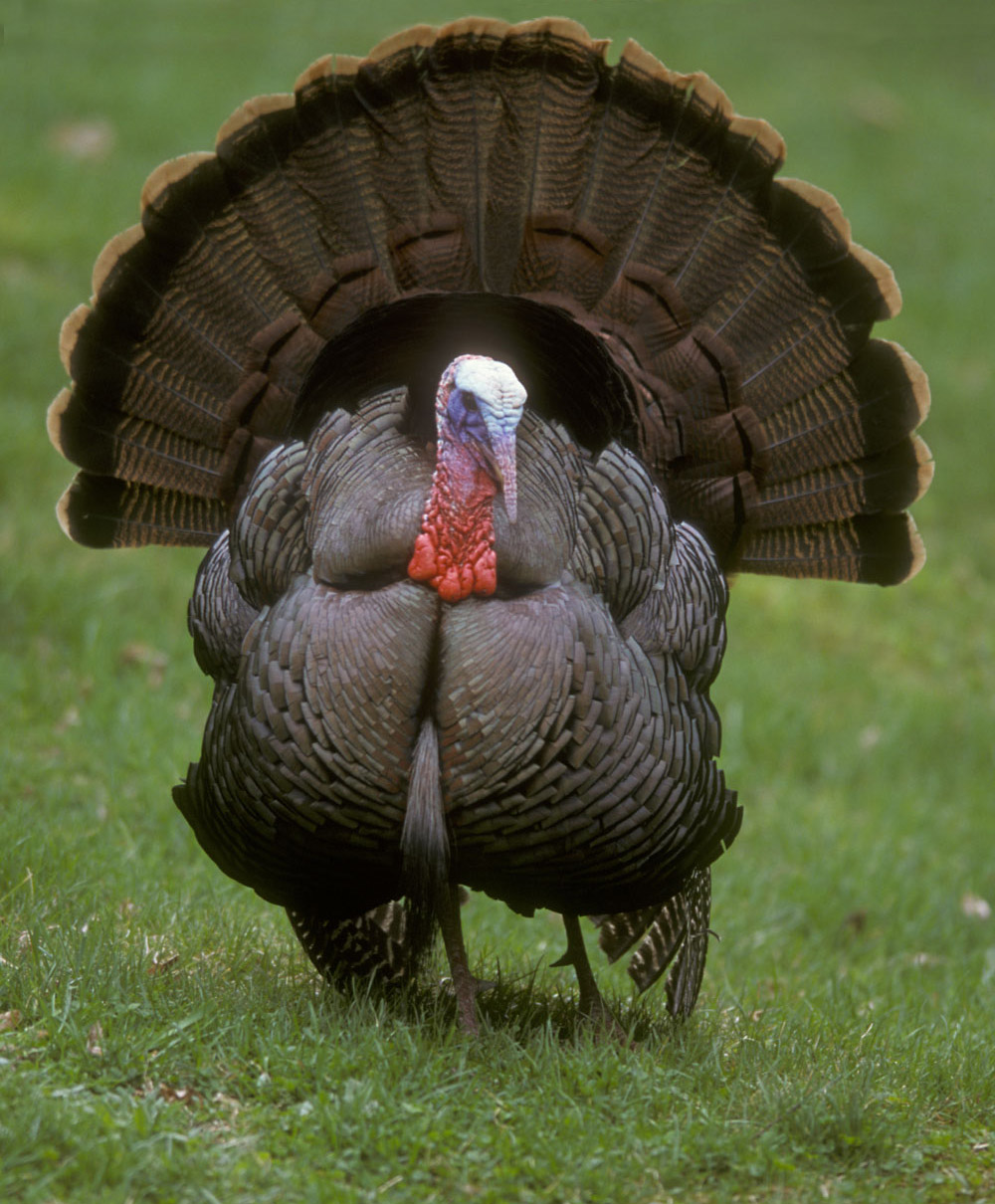
Tacchino.

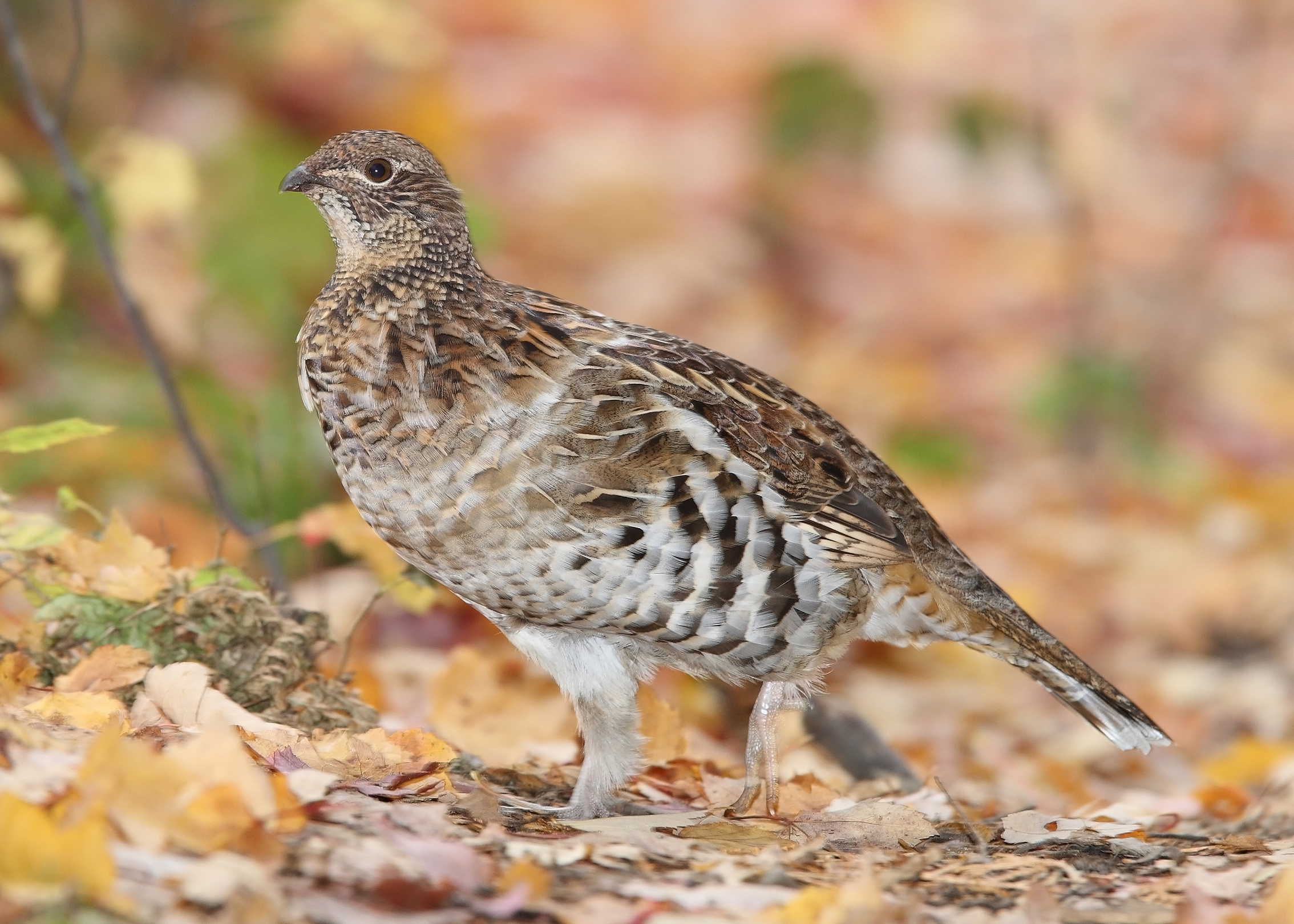
Tetraone mantellato.

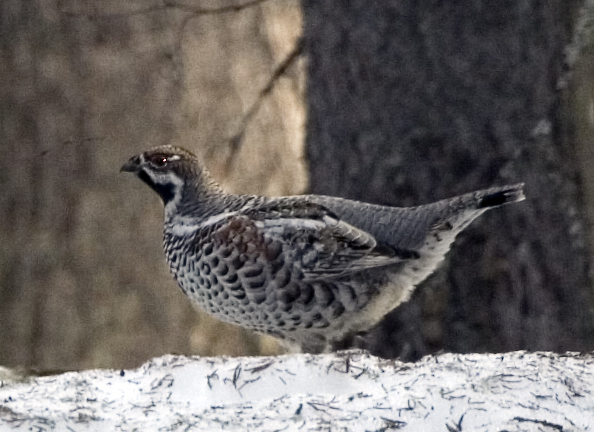
Francolino di monte.

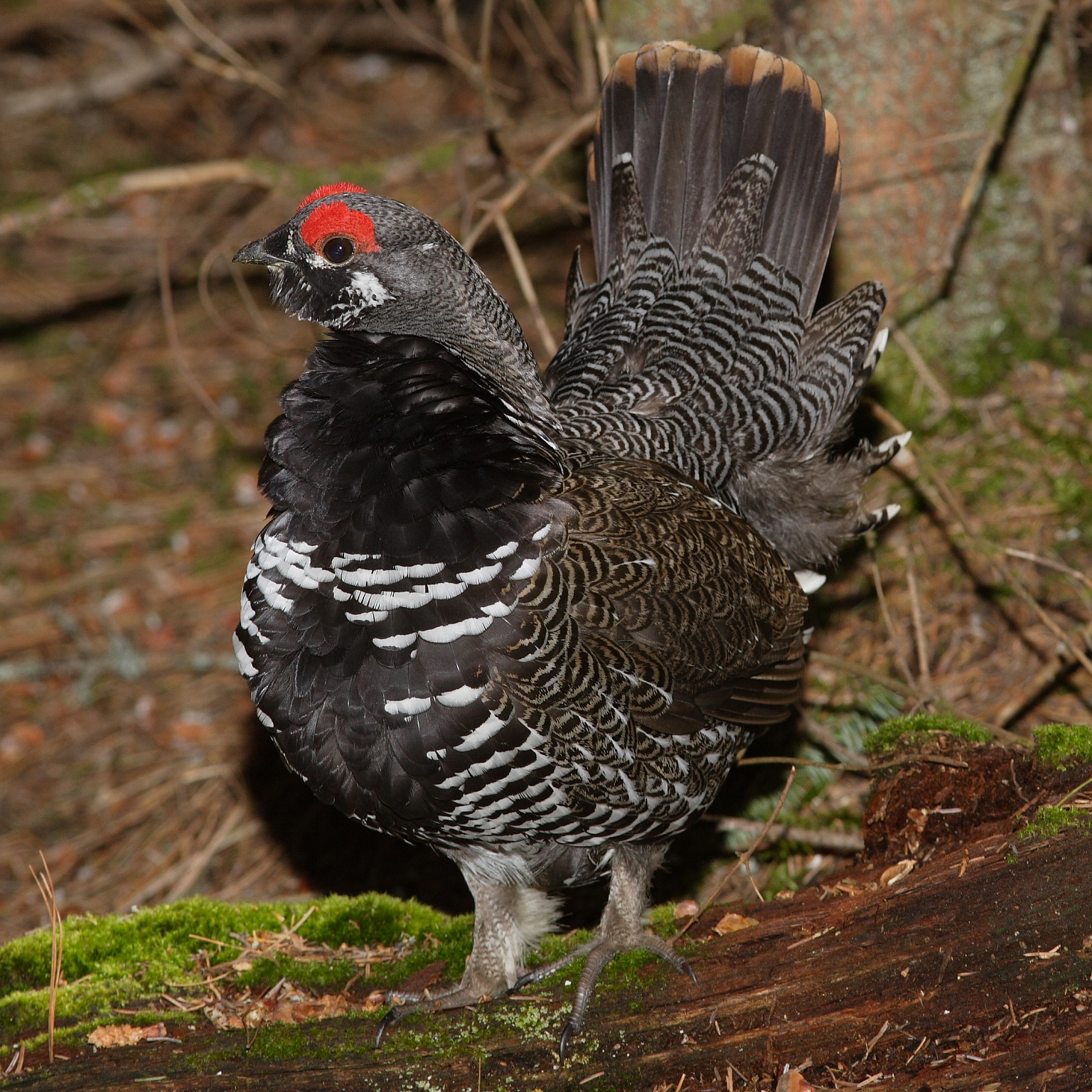
Tetraone canadese.

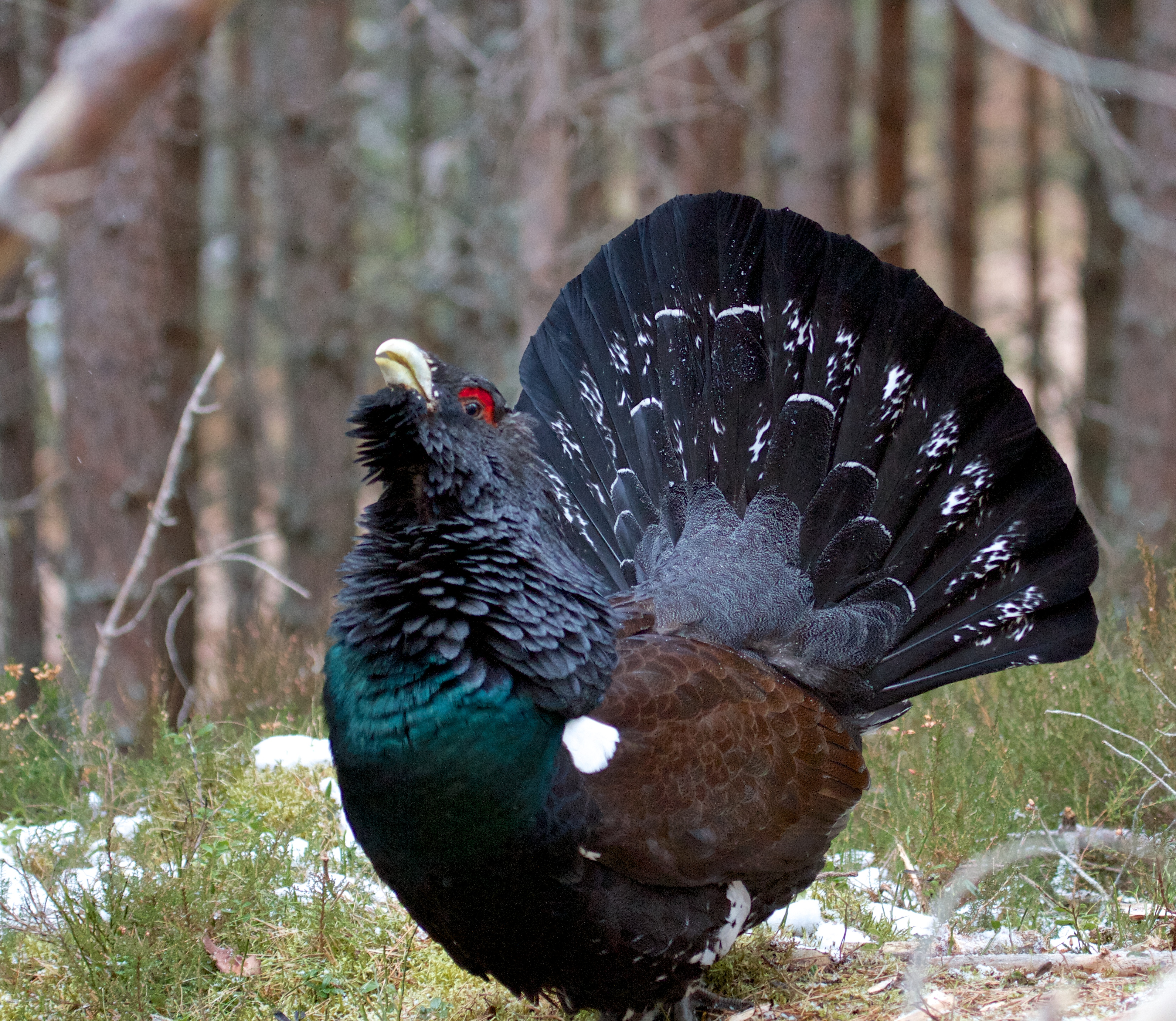
Gallo cedrone.

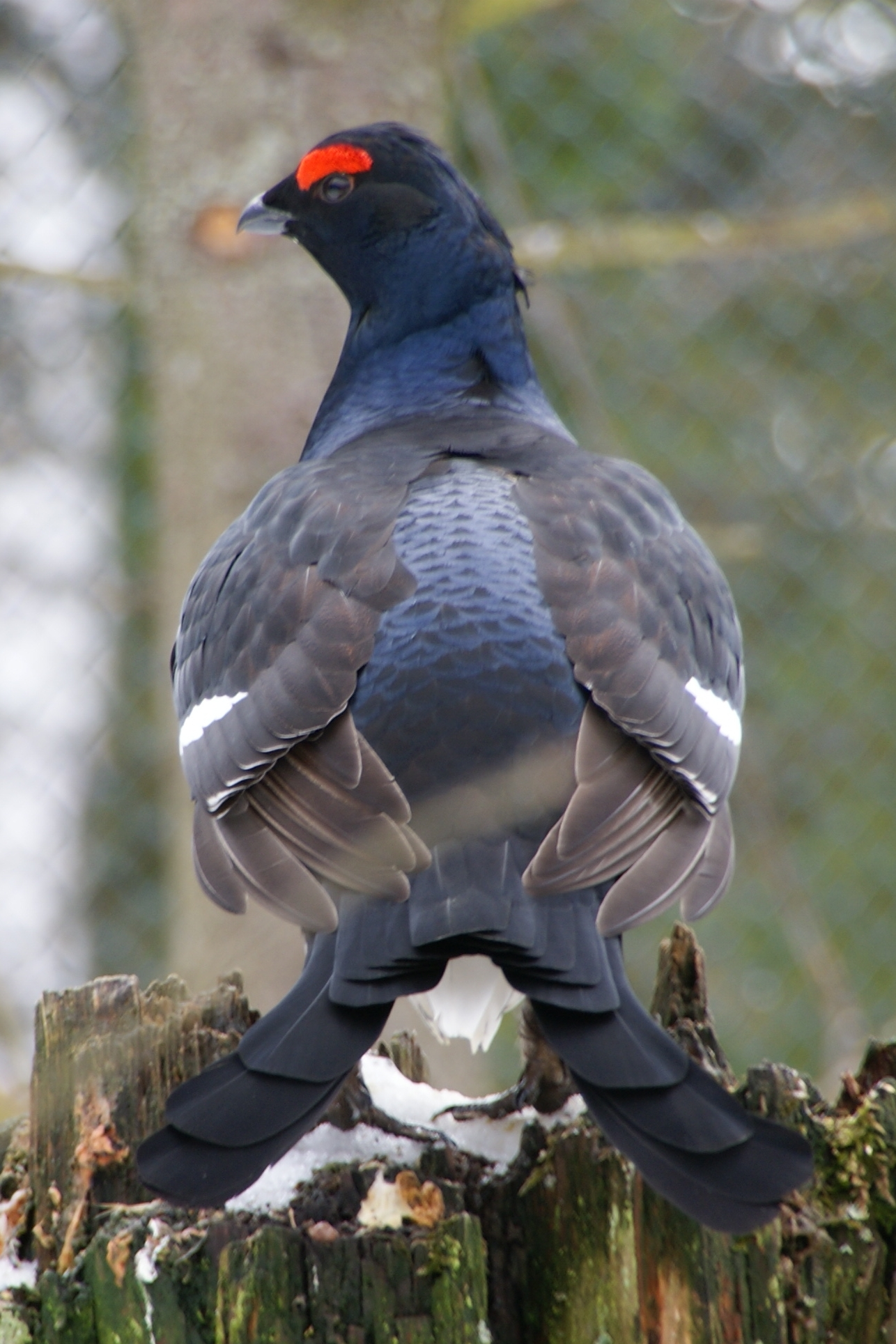
Fagiano di monte.

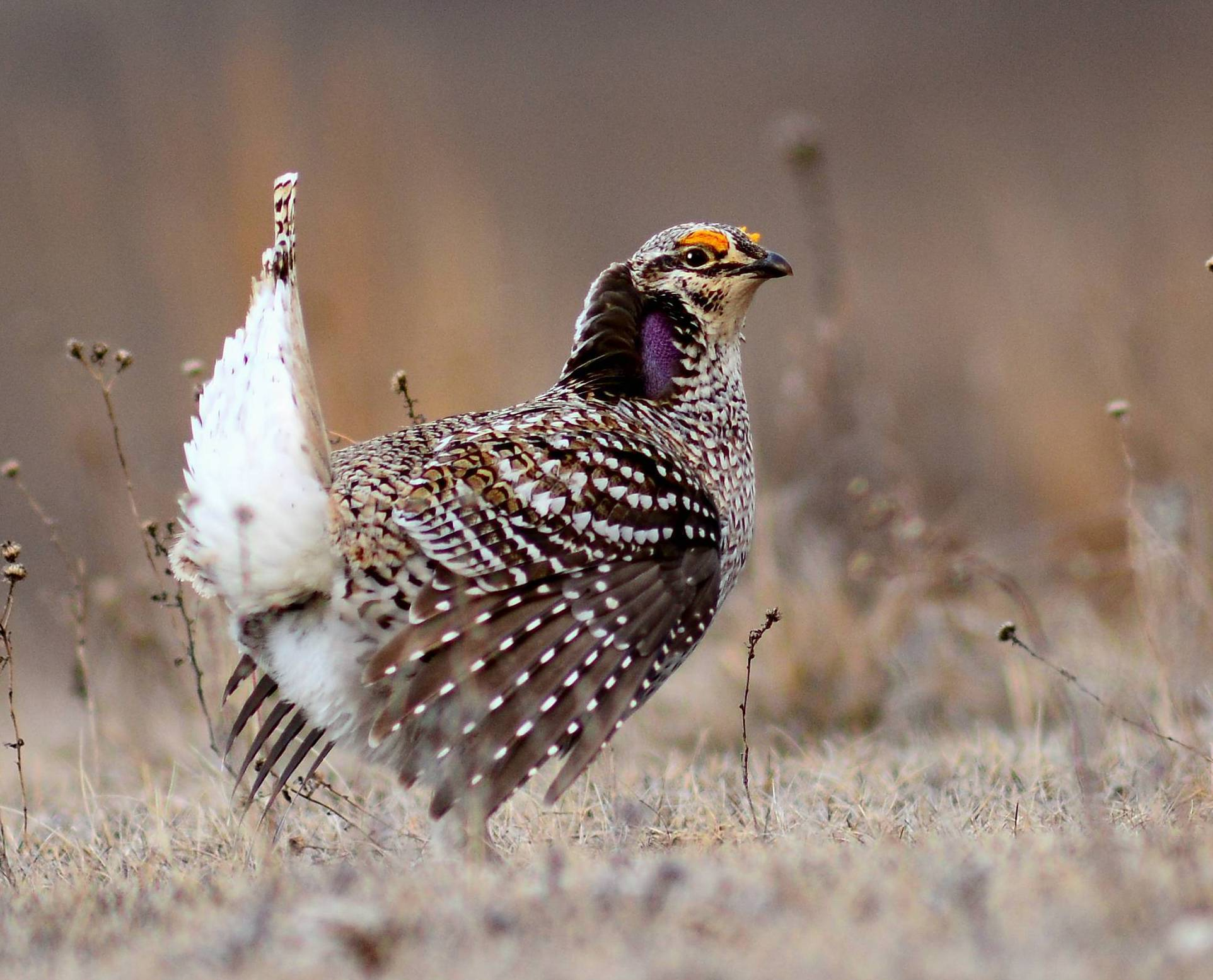
Tetraone codalunga.

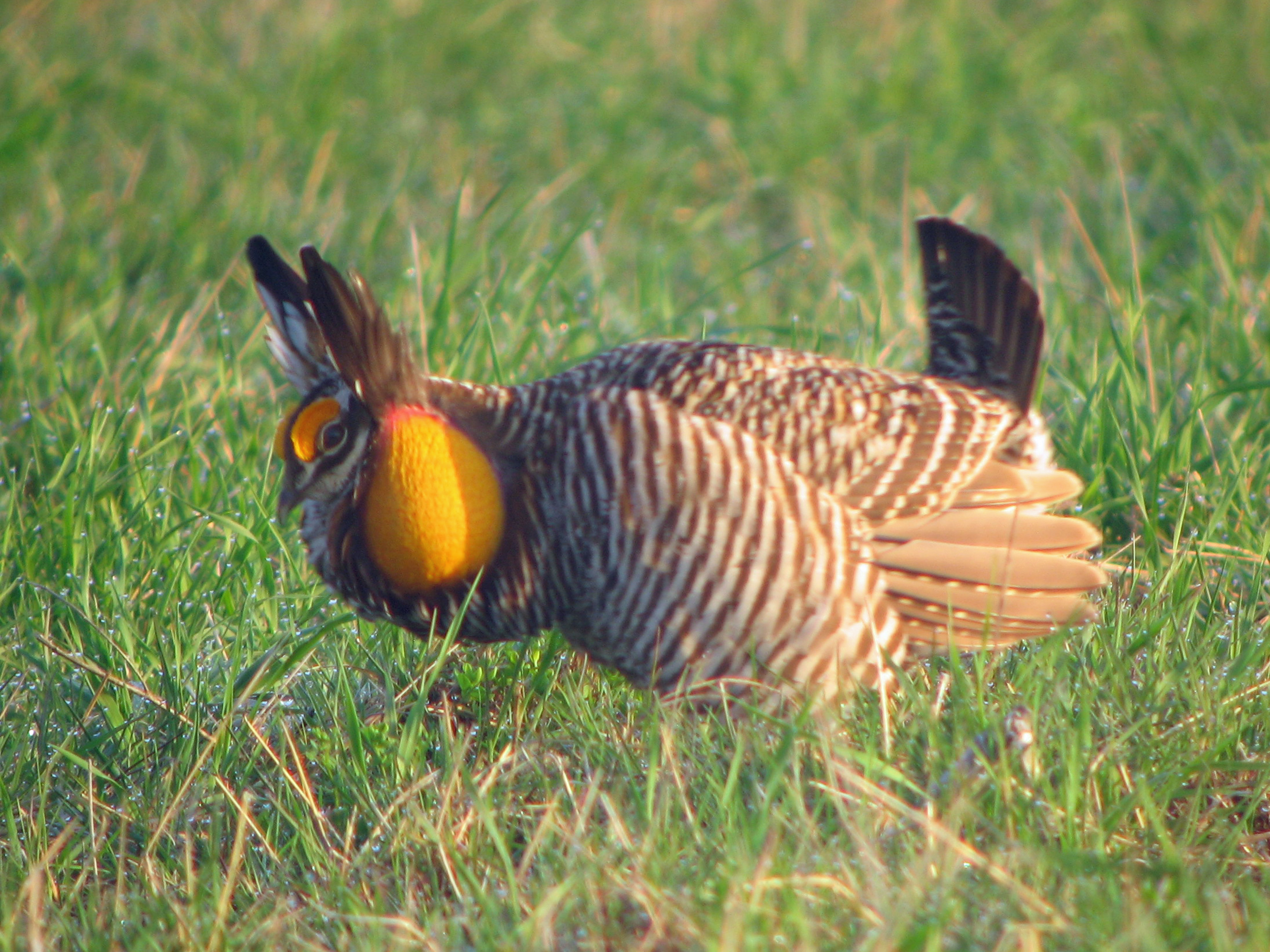
Tetraone delle praterie.

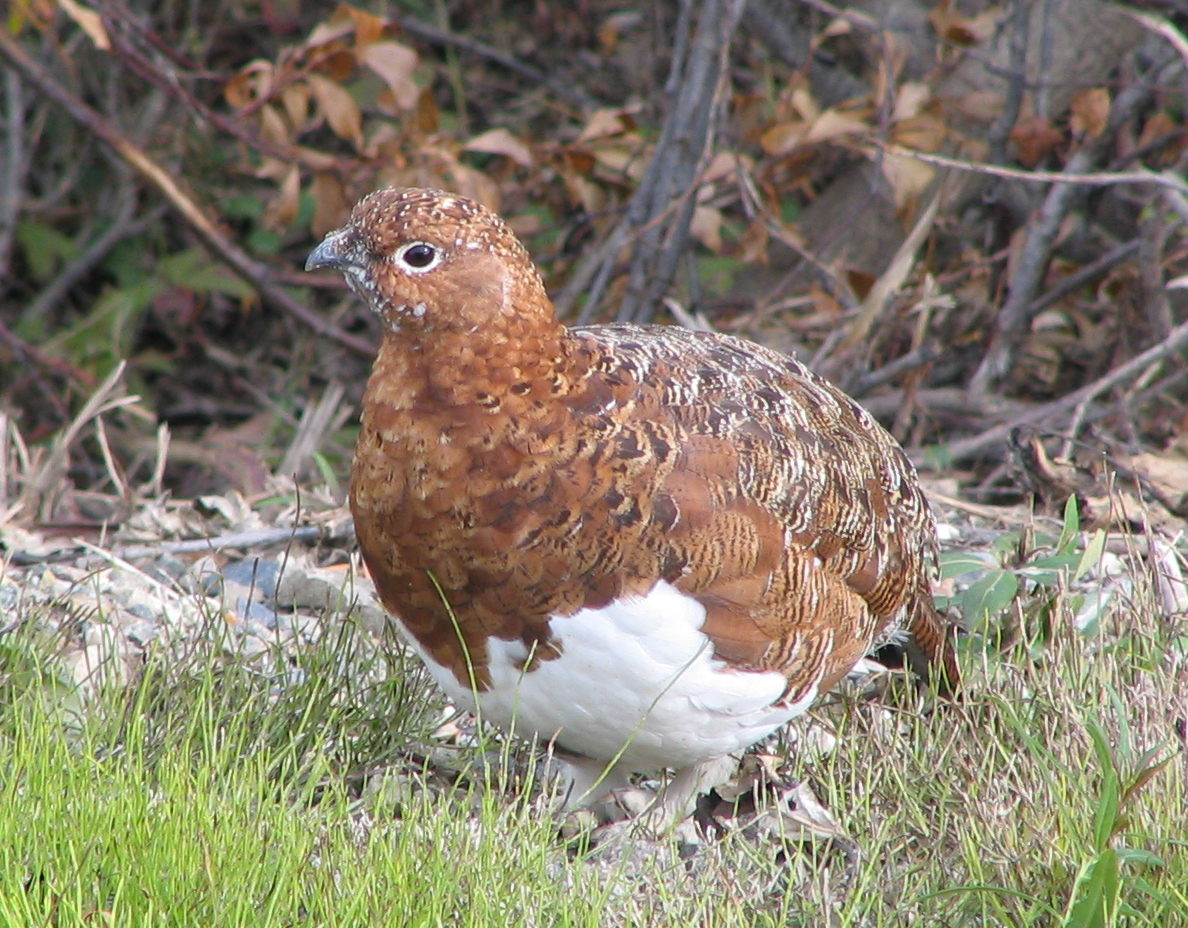
Pernice bianca nordica.

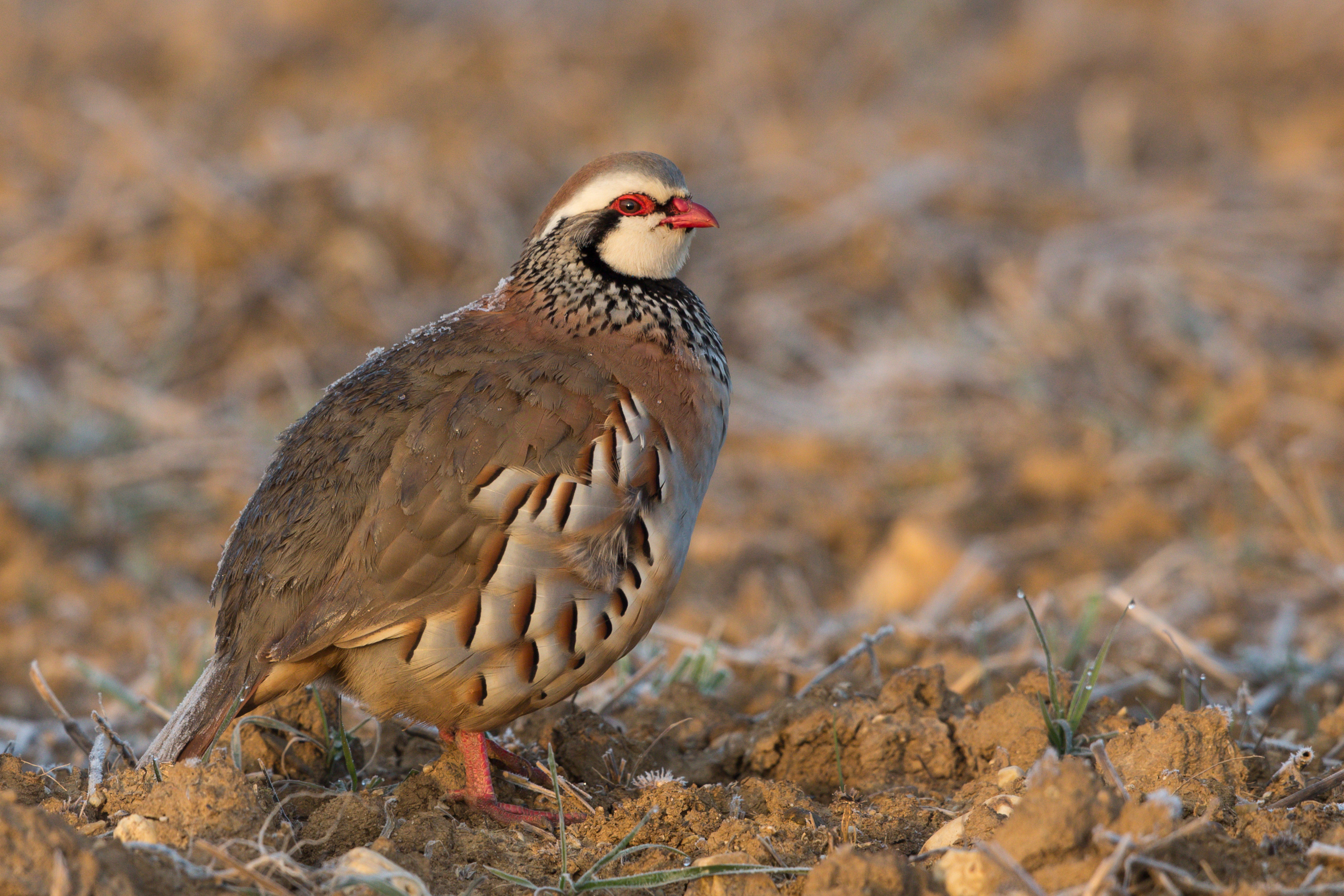
Pernice rossa.

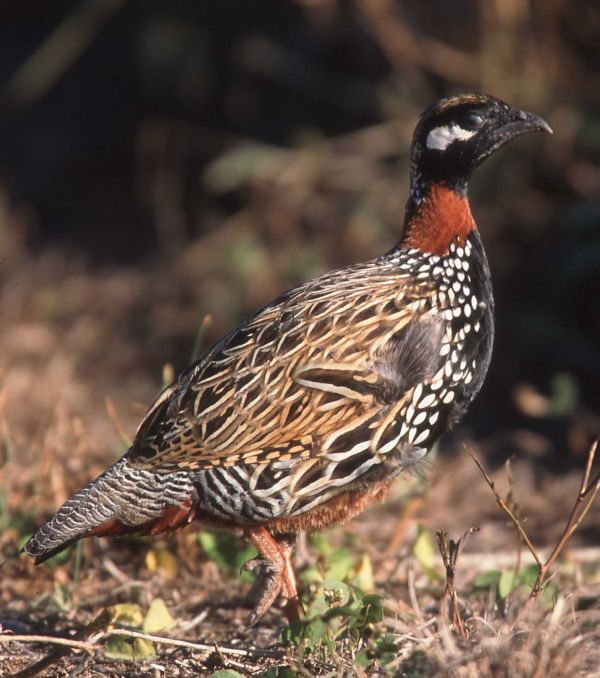
Francolino.

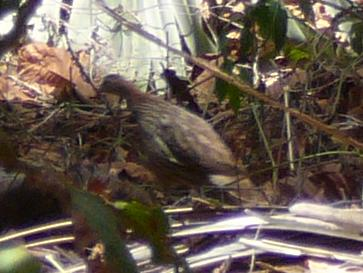
Francolino bisperonato.

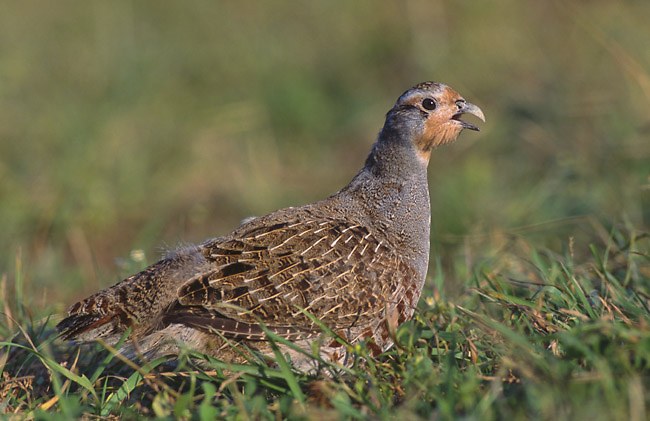
Starna.

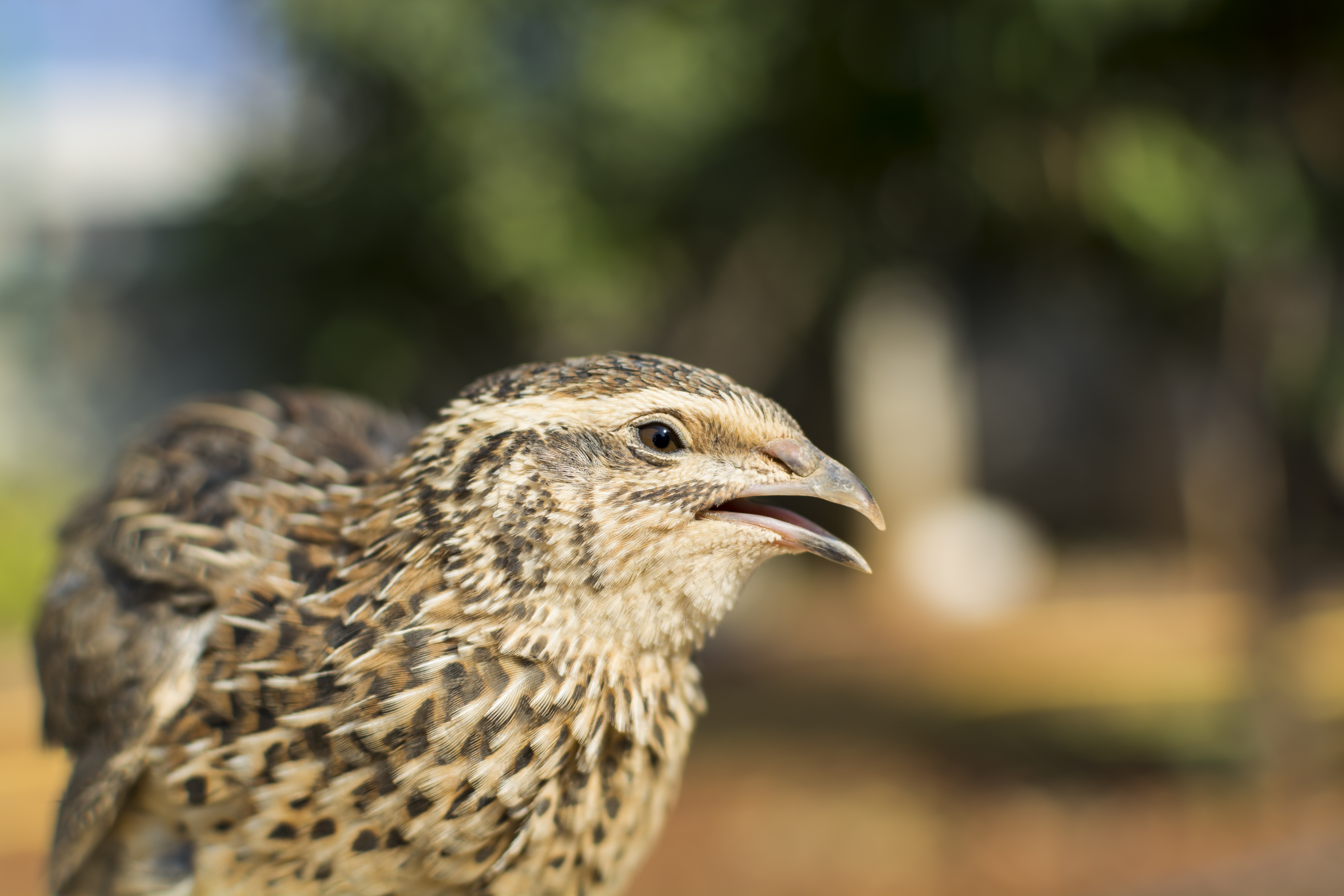
Quaglia.

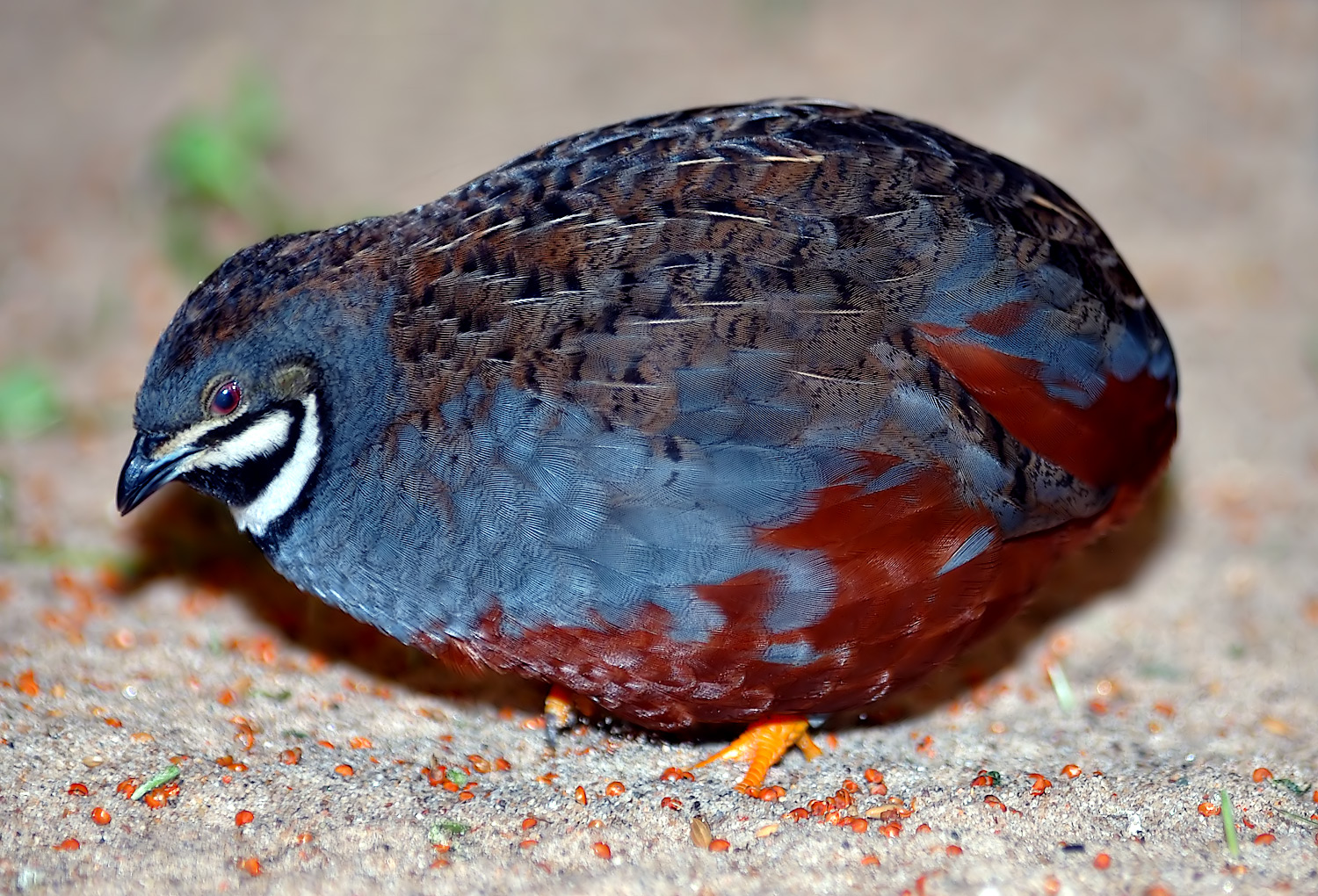
Quaglia cinese.

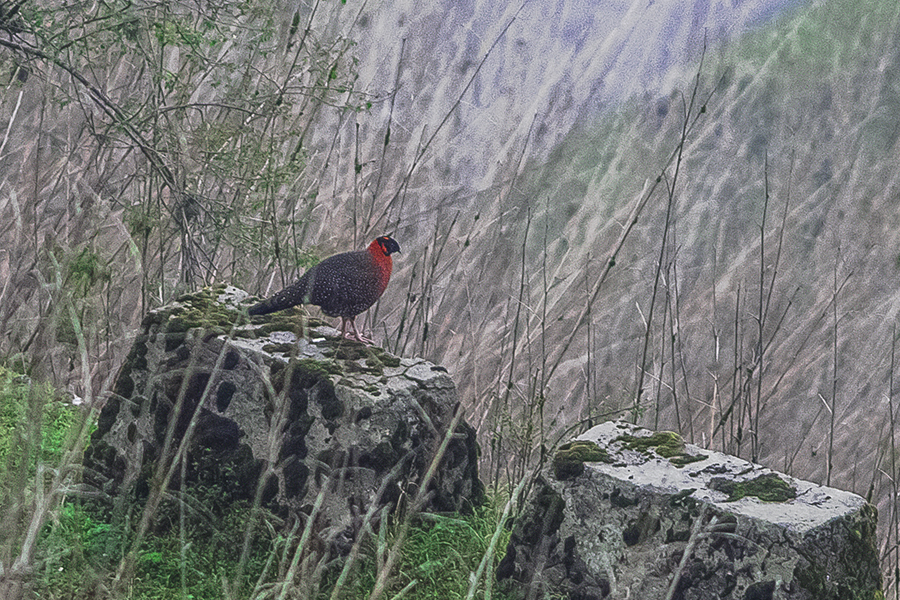
Tragopano satiro.

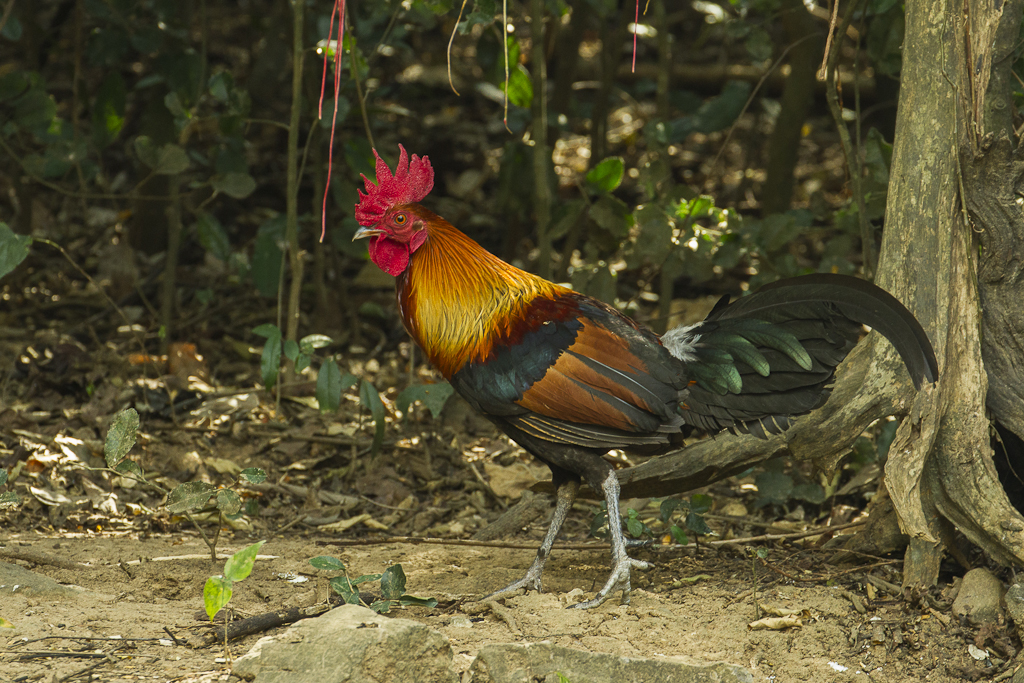
Gallo bankiva.

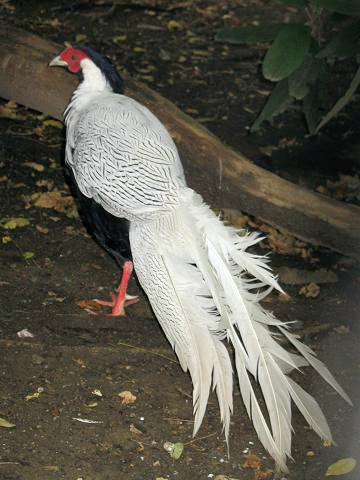
Fagiano argentato.

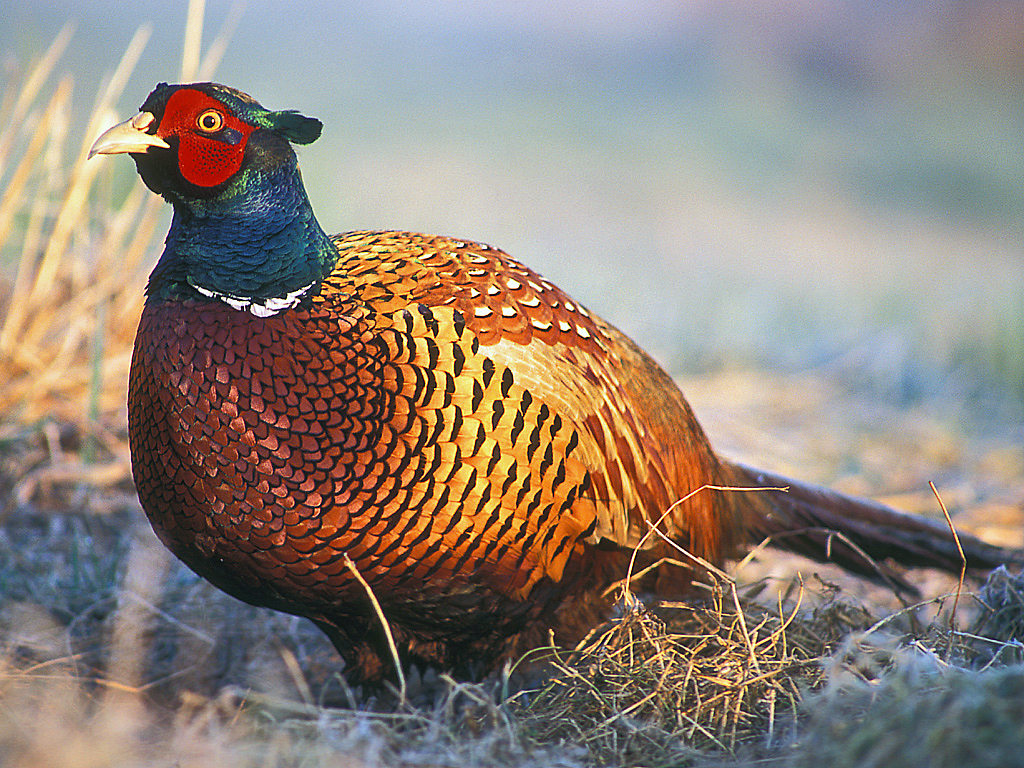
Fagiano comune.

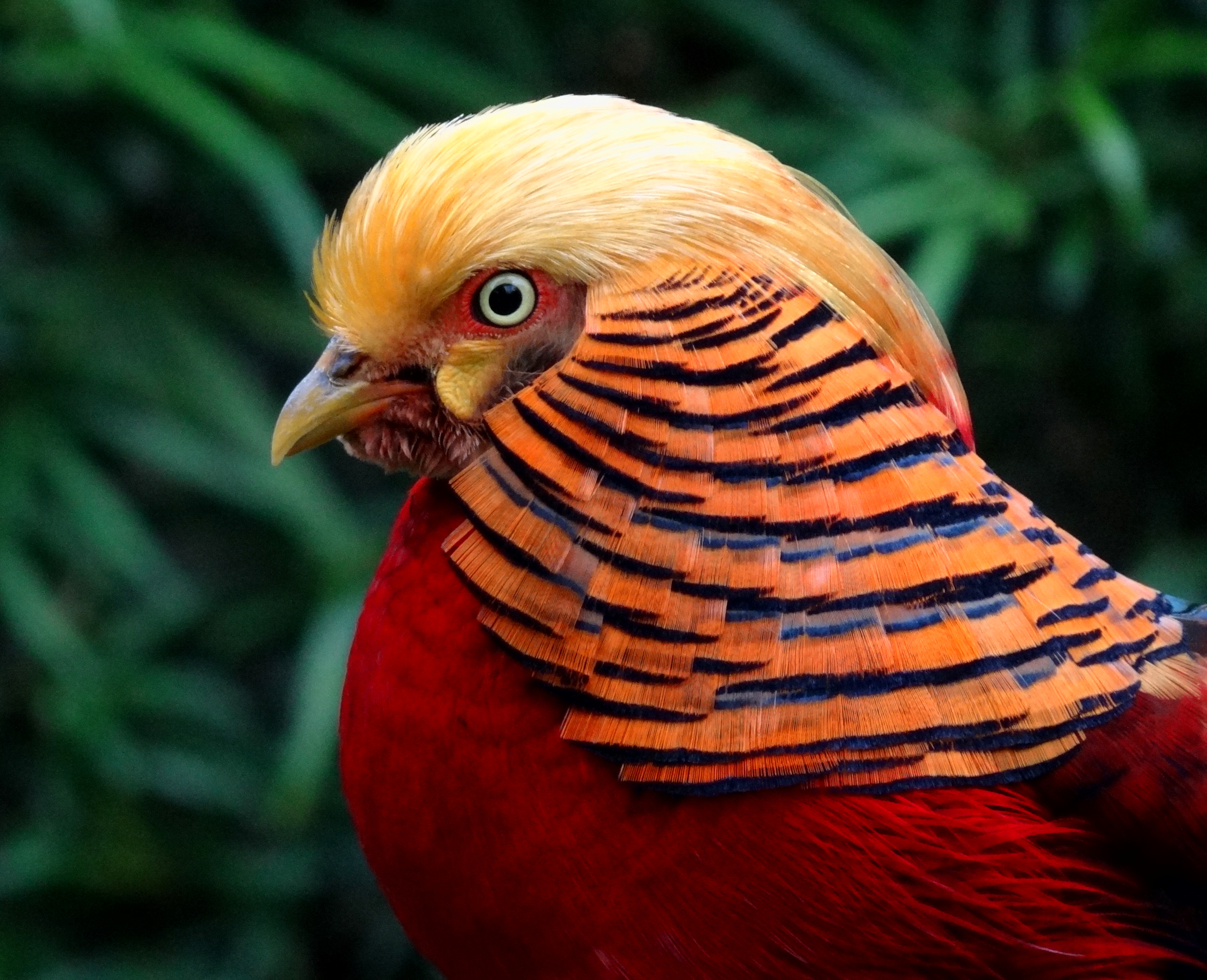
Fagiano dorato.

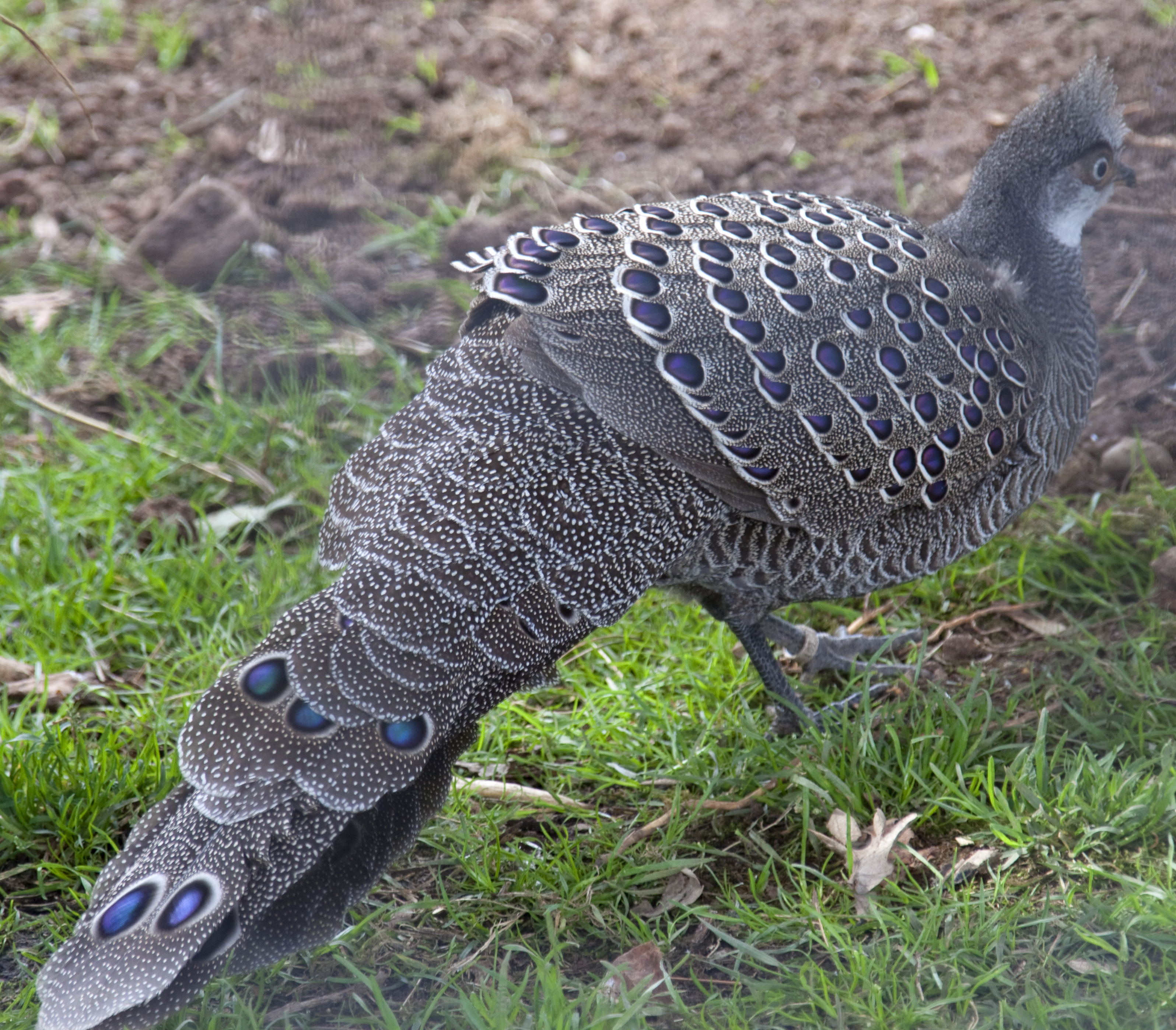
Speroniere chinquis.

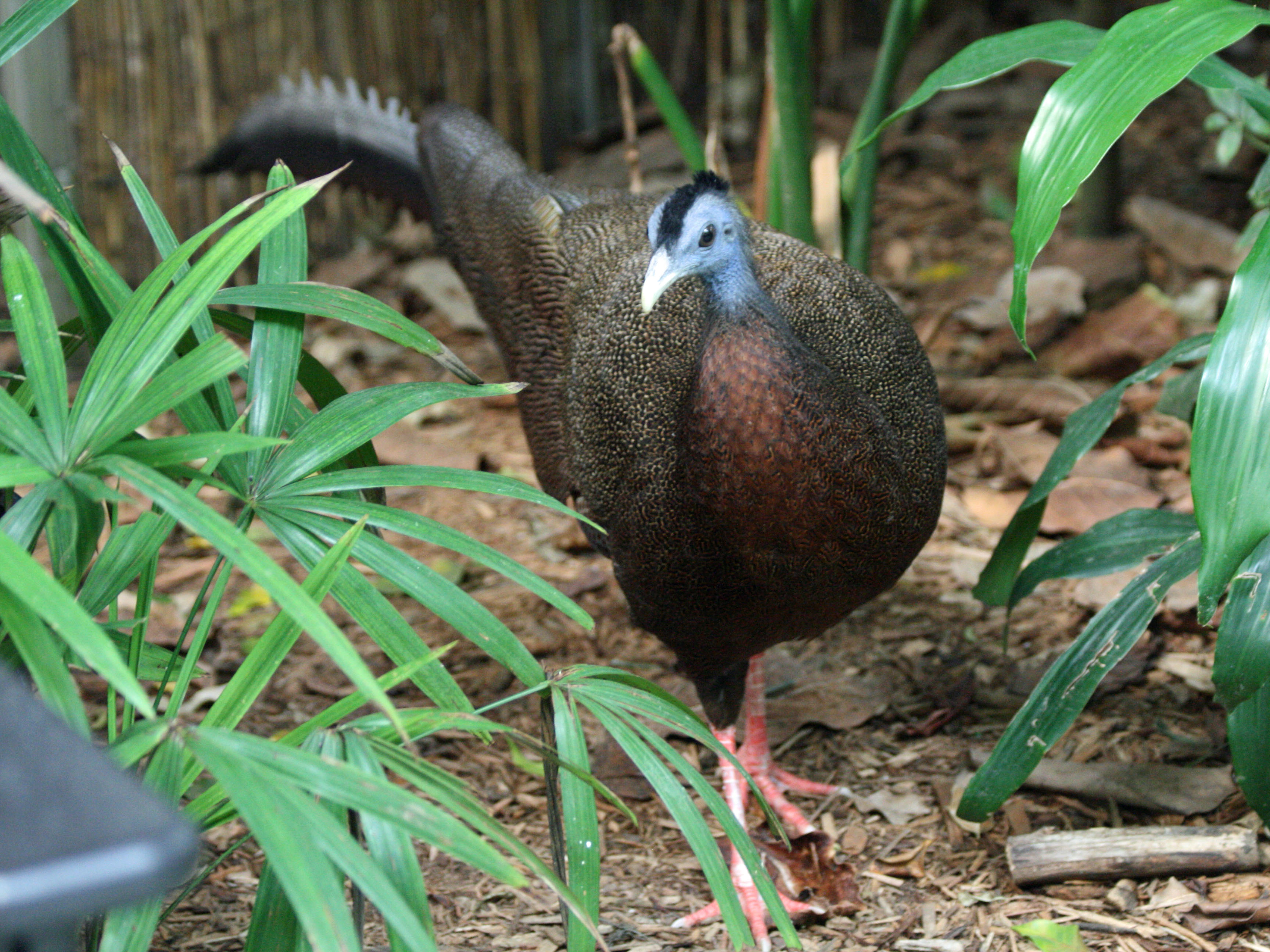
Argo.

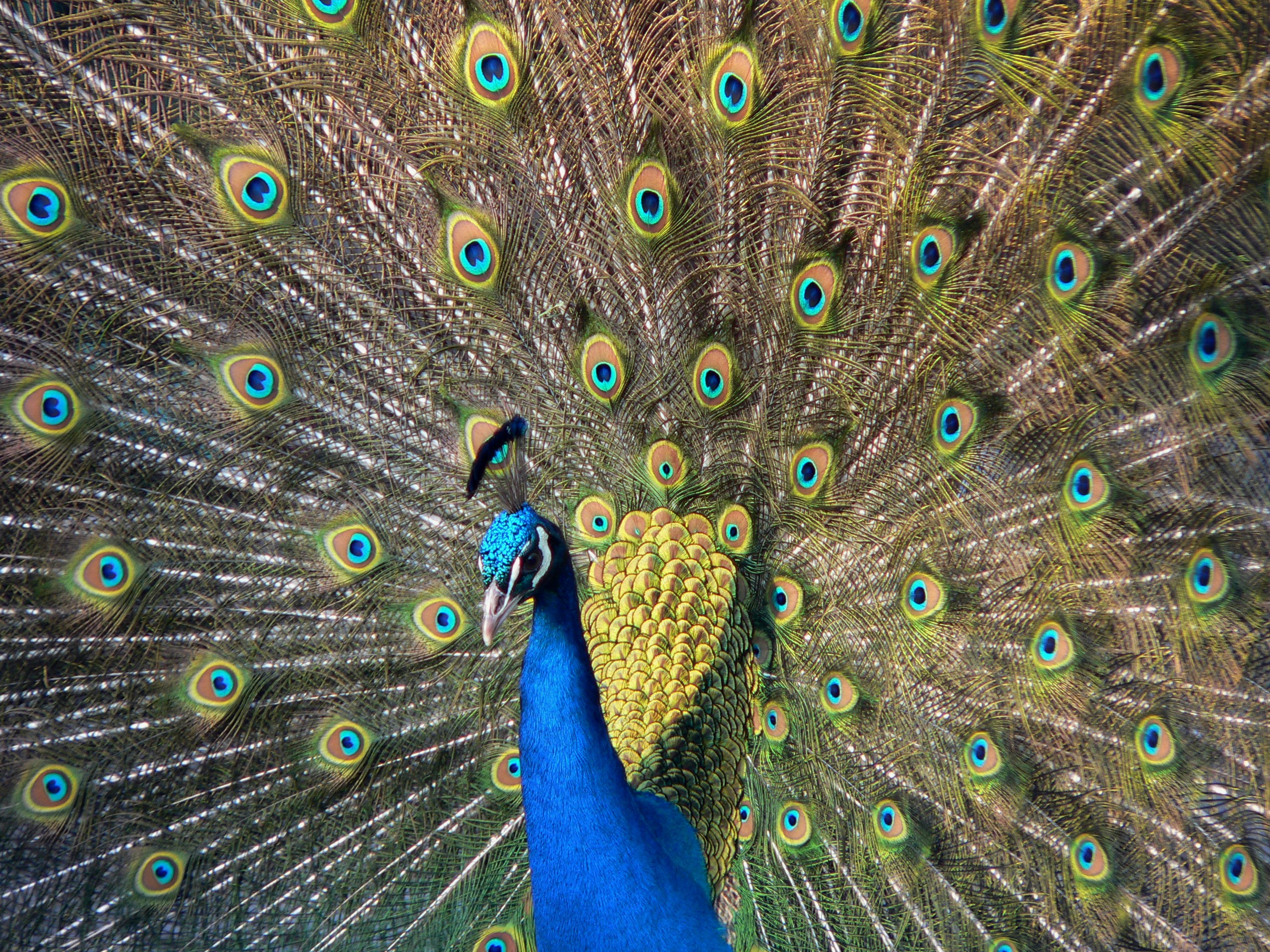
Pavone.

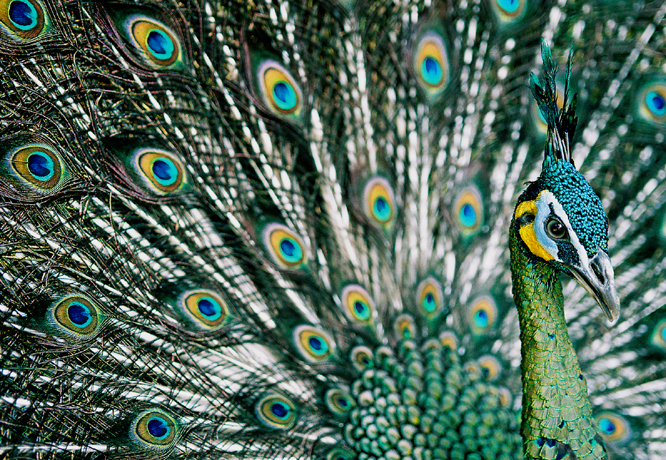
Pavone verde.

  - Xenoperdix udzungwensis Dinesen, Lehmberg, Svendsen, Hansen & Fjeldsĺ, 1994 - pernice della foresta Udzungwa
  - Xenoperdix obscuratus Fjeldsĺ & Kiure, 2003 - pernice della foresta di Rubeho
- Genere Caloperdix
  - Caloperdix oculeus (Temminck, 1815) - pernice ferruginosa
- Genere Rollulus
  - Rollulus rouloul (Scopoli, 1786) - rulul
- Genere Melanoperdix
  - Melanoperdix niger (Vigors, 1829) - pernice nera
- Genere Arborophila
  - Arborophila torqueola (Valenciennes, 1825) - pernice delle alture
  - Arborophila rufipectus Boulton, 1932 - pernice di Boulton
  - Arborophila mandellii Hume, 1874 - pernice di Mandelli
  - Arborophila gingica (J.F.Gmelin, 1789) - pernice di Rickett
  - Arborophila rufogularis (Blyth, 1849) - pernice golarossa
  - Arborophila rubrirostris (Salvadori, 1879) - pernice beccorosso
  - Arborophila diversa Riley, 1930 - pernice siamese
  - Arborophila cambodiana Delacour & Jabouille, 1928 - pernice della Cambogia
  - Arborophila ardens (Styan, 1892) - pernice di Hainan
  - Arborophila crudigularis (Swinhoe, 1864) - pernice golabianca
  - Arborophila atrogularis (Blyth, 1849) - pernice guancebianche
  - Arborophila brunneopectus (Blyth, 1855) - pernice pettobruno
  - Arborophila davidi Delacour, 1927 - pernice di David
  - Arborophila hyperythra (Sharpe, 1879) - pernice pettorosso
  - Arborophila campbelli (Robinson, 1904) - pernice di Campbell
  - Arborophila rolli (Rothschild, 1909) - pernice di Roll
  - Arborophila sumatrana Ogilvie-Grant, 1891 - pernice di Sumatra
  - Arborophila javanica (J.F.Gmelin, 1789) - pernice di Giava
  - Arborophila orientalis (Horsfield, 1821) - pernice pettogrigio
- Genere Lerwa
  - Lerwa lerwa (Hodgson, 1833) - pernice delle nevi
- Genere Ithaginis
  - Ithaginis cruentus (Hardwicke, 1821) - fagiano cruento
- Genere Tragopan
  - Tragopan melanocephalus (J.E.Gray, 1829) - tragopan occidentale
  - Tragopan satyra (Linnaeus, 1758) - tragopan satiro
  - Tragopan blythii (Jerdon, 1870) - tragopan di Blyth
  - Tragopan temminckii (J.E.Gray, 1831) - tragopan di Temminck
  - Tragopan caboti (Gould, 1857) - tragopan di Cabot
- Genere Tetraophasis
  - Tetraophasis obscurus (J.Verreaux, 1869) - monal di Verreaux
  - Tetraophasis szechenyii Madarász, 1885 - monal di Szechenyi
- Genere Lophophorus
  - Lophophorus impejanus (Latham, 1790) - lofoforo dell'Himalaya
  - Lophophorus sclateri Jerdon, 1870 - lofoforo di Sclater
  - Lophophorus lhuysii A.Geoffroy Saint-Hilaire, 1866 - lofoforo cinese
- Genere Pucrasia
  - Pucrasia macrolopha (Lesson, 1829) - fagiano koklass
- Genere Meleagris
  - Meleagris gallopavo Linnaeus, 1758 - tacchino
  - Meleagris ocellata Cuvier, 1820 - tacchino ocellato
- Genere Bonasa
  - Bonasa umbellus (Linnaeus, 1766) - tetraone dal collare
- Genere Tetrastes
  - Tetrastes bonasia (Linnaeus, 1758) - francolino di monte
  - Tetrastes sewerzowi Przewalski, 1876 - tetraone di Severtzov
- Genere Centrocercus
  - Centrocercus urophasianus (Bonaparte, 1827) - gallo della salvia
  - Centrocercus minimus Young, Braun, Oyler-McCance, Hupp & Quinn, 2000 - gallo della salvia di Gunnison
- Genere Dendragapus
  - Dendragapus obscurus (Say, 1822) - tetraone blu
  - Dendragapus fuliginosus (Ridgway, 1873) - tetraone delle peccete americano
- Genere Tympanuchus
  - Tympanuchus phasianellus (Linnaeus, 1758) - tetraone codarigida
  - Tympanuchus pallidicinctus (Ridgway, 1873) - tetraone minore delle praterie
  - Tympanuchus cupido (Linnaeus, 1758) - tetraone maggiore delle praterie
- Genere Lagopus
  - Lagopus leucura (Richardson, 1831) - pernice codabianca
  - Lagopus lagopus (Linnaeus, 1758) - pernice bianca nordica
  - Lagopus muta (Montin, 1781) - pernice bianca
- Genere Falcipennis
  - Falcipennis falcipennis (Hartlaub, 1855) - tetraone delle peccete siberiano
- Genere Canachites
  - Canachites canadensis (Linnaeus, 1758) - tetraone delle peccete canadese
- Genere Tetrao
  - Tetrao urogallus Linnaeus, 1758 - gallo cedrone
  - Tetrao urogalloides Middendorf, 1853 - gallo cedrone orientale
- Genere Lyrurus
  - Lyrurus tetrix (Linnaeus, 1758) - gallo forcello
  - Lyrurus mlokosiewiczi (Taczanowski, 1875) - gallo forcello del Caucaso
- Genere Rhizothera
  - Rhizothera longirostris (Temminck, 1815) - pernice beccolungo
  - Rhizothera dulitensis Ogilvie-Grant, 1895 - pernice di Hose
- Genere Perdix
  - Perdix hodgsoniae (Hodgson, 1856) - starna tibetana
  - Perdix perdix (Linnaeus, 1758) - starna
  - Perdix dauurica (Pallas, 1811) - starna daurica
- Genere Syrmaticus
  - Syrmaticus soemmerringii (Temminck, 1830) - fagiano di Soemmerring
  - Syrmaticus reevesii (J.E.Gray, 1829) - fagiano venerato
  - Syrmaticus mikado (Ogilvie-Grant, 1906) - fagiano mikado
  - Syrmaticus ellioti (Swinhoe, 1872) - fagiano di Elliot
  - Syrmaticus humiae (Hume, 1881) - fagiano della signora Hume
- Genere Chrysolophus
  - Chrysolophus pictus (Linnaeus, 1758) - fagiano dorato
  - Chrysolophus amherstiae (Leadbeater, 1829) - fagiano di Lady Amherst
- Genere Phasianus
  - Phasianus colchicus Linnaeus, 1758 - fagiano
  - Phasianus versicolor Vieillot, 1825 - fagiano verde
- Genere Catreus
  - Catreus wallichii (Hardwicke, 1827) - catreo
- Genere Crossoptilon
  - Crossoptilon harmani Elwes, 1881 - fagiano orecchiuto del Tibet
  - Crossoptilon crossoptilon (Hodgson, 1838) - fagiano orecchiuto bianco
  - Crossoptilon mantchuricum Swinhoe, 1863 - fagiano orecchiuto bruno
  - Crossoptilon auritum (Pallas, 1811) - fagiano orecchiuto blu
- Genere Lophura
  - Lophura edwardsi (Oustalet, 1896) - fagiano di Edwards
  - Lophura swinhoii (Gould, 1863) - fagiano di Swinhoe
  - Lophura bulweri (Sharpe, 1874) - fagiano di Bulwer
  - Lophura leucomelanos (Latham, 1790) - fagiano di Kalij
  - Lophura nycthemera (Linnaeus, 1758) - fagiano argentato
  - Lophura erythrophthalma (Raffles, 1822) - fagiano occhirossi
  - Lophura diardi (Bonaparte, 1856) - fagiano siamese
  - Lophura inornata (Salvadori, 1879) - fagiano di Salvadori
  - Lophura ignita (Shaw, 1798) - fagiano della Malesia
- Genere Rheinardia
  - Rheinardia ocellata (Elliot, 1871) - argo ocellato del Vietnam
  - Rheinardia nigrescens Rothschild, 1902 - argo ocellato della Malesia
- Genere Argusianus
  - Argusianus argus (Linnaeus, 1766) - grande argo
- Genere Afropavo
  - Afropavo congensis Chapin, 1936 - pavone del Congo
- Genere Pavo
  - Pavo cristatus Linnaeus, 1758 - pavone indiano
  - Pavo muticus Linnaeus, 1766 - pavone verde
- Genere Tropicoperdix
  - Tropicoperdix chloropus Blyth, 1859 - pernice zampeverdi
  - Tropicoperdix charltonii (Eyton, 1845) - pernice di Charlton
  - Tropicoperdix graydoni Sharpe & Chubb, 1906 - pernice di Graydon
- Genere Haematortyx
  - Haematortyx sanguiniceps Sharpe, 1879 - pernice testacarminio
- Genere Galloperdix
  - Galloperdix spadicea (J.F.Gmelin, 1789) - gallopernice rossa
  - Galloperdix lunulata (Valenciennes, 1825) - gallopernica variopinta
  - Galloperdix bicalcarata (J.R.Forster, 1781) - gallopernice dal doppio sperone
- Genere Polyplectron
  - Polyplectron napoleonis Lesson, 1831 - speroniere di Palawan
  - Polyplectron schleiermacheri Brüggemann, 1877 - speroniere del Borneo
  - Polyplectron malacense (Scopoli, 1786) - speroniere di Malacca
  - Polyplectron germaini Elliot, 1866 - speroniere di Germain
  - Polyplectron katsumatae Rothschild, 1906 - speroniere di Hainan
  - Polyplectron bicalcaratum (Linnaeus, 1758) - speroniere della Birmania
  - Polyplectron inopinatum (Rothschild, 1903) - speroniere di Rothschild
  - Polyplectron chalcurum Lesson, 1831 - speroniere di Sumatra
- Genere Bambusicola
  - Bambusicola fytchii Anderson, 1871 - pernice dei bambù
  - Bambusicola thoracicus (Temminck, 1815) - pernice cinese
  - Bambusicola sonorivox Gould, 1863 - pernice di Taiwan
- Genere Gallus
  - Gallus varius (Shaw, 1798) - gallo vario
  - Gallus gallus (Linnaeus, 1758) - gallo bankiva
  - Gallus sonneratii Temminck, 1813 - gallo di Sonnerat
  - Gallus lafayettii Lesson, 1831 - gallo di Lafayette
- Genere Peliperdix
  - Peliperdix lathami (Hartlaub, 1854) - francolino di Latham
- Genere Ortygornis
  - Ortygornis sephaena (A. Smith, 1836) - francolino crestato
  - Ortygornis pondicerianus (J. F. Gmelin, 1789) - francolino grigio
  - Ortygornis gularis (Temminck, 1815) - francolino delle paludi
- Genere Francolinus
  - Francolinus pintadeanus (Scopoli, 1786) - francolino cinese
  - Francolinus francolinus (Linnaeus, 1766) - francolino nero
  - Francolinus pictus (Jardine & Selby, 1828) - francolino indiano
- Genere Campocolinus
  - Campocolinus coqui (A. Smith, 1836) - francolino coqui
  - Campocolinus albogularis (Hartlaub, 1854) - francolino golabianca
  - Campocolinus schlegelii (Heuglin, 1863) - francolino di Schlegel
- Genere Scleroptila
  - Scleroptila streptophora (Ogilvie-Grant, 1891) - francolino dal collare
  - Scleroptila levaillantii (Valenciennes, 1825) - francolino di Levaillant
  - Scleroptila finschi (Barboza du Bocage, 1881) - francolino di Finsch
  - Scleroptila psilolaema (G.R.Gray, 1867) - francolino di montagna
  - Scleroptila elgonensis (Ogilvie-Grant, 1891) - francolino del monte Elgon
  - Scleroptila afra (Latham, 1790) - francolino aligrigie
  - Scleroptila gutturalis (Rüppell, 1835) - francolino del fiume Orange
  - Scleroptila shelleyi (Ogilvie-Grant, 1890) - francolino di Shelley
  - Scleroptila whytei (Neumann, 1908) - francolino di Whyte
- Genere Tetraogallus
  - Tetraogallus tibetanus Gould, 1854 - tetraogallo del Tibet
  - Tetraogallus altaicus (Gebler, 1836) - tetraogallo dell'Altai
  - Tetraogallus caucasicus (Pallas, 1811) - tetraogallo del Caucaso
  - Tetraogallus caspius (S.G.Gmelin, 1784) - tetraogallo del Caspio
  - Tetraogallus himalayensis G.R.Gray, 1843 - tetraogallo dell'Himalaya
- Genere Ammoperdix
  - Ammoperdix griseogularis (Brandt, 1843) - pernice del deserto
  - Ammoperdix heyi (Temminck, 1825) - pernice delle sabbie
- Genere Synoicus
  - Synoicus ypsilophorus (Bosc, 1792) - quaglia della Tasmania
  - Synoicus monorthonyx (van Oort, 1910) - quaglia delle nevi
  - Synoicus chinensis (Linnaeus, 1766) - quaglia della Cina
  - Synoicus adansonii (J.Verreaux & E.Verreaux, 1851) - quaglia blu
- Genere Margaroperdix
  - Margaroperdix madagarensis (Scopoli, 1786) - pernice del Madagascar
- Genere Coturnix
  - Coturnix coturnix (Linnaeus, 1758) - quaglia
  - Coturnix japonica Temminck & Schlegel, 1849 - quaglia giapponese
  - Coturnix delegorguei Delegorgue, 1847 - quaglia arlecchino
  - Coturnix coromandelica (J.F.Gmelin, 1789) - quaglia delle piogge
  - Coturnix pectoralis Gould, 1837 - quaglia delle stoppie
  - Coturnix novaezelandiae Quoy & Gaimard, 1830 † - quaglia della Nuova Zelanda
- Genere Alectoris
  - Alectoris barbara (Bonnaterre, 1792) - pernice sarda
  - Alectoris melanocephala (Rüppell, 1835) - pernice d'Arabia
  - Alectoris rufa (Linnaeus, 1758) - pernice zamperosse
  - Alectoris chukar (J.E.Gray, 1830) - ciukar
  - Alectoris graeca (Meisner, 1804) - coturnice
  - Alectoris philbyi Lowe, 1934 - coturnice di Philby
  - Alectoris magna (Przewalski, 1876) - coturnice di Przevalski
- Genere Perdicula
  - Perdicula asiatica (Latham, 1790) - quaglia della giungla
  - Perdicula argoondah (Sykes, 1832) - quaglia delle rocce
  - Perdicula erythrorhyncha (Sykes, 1832) - quaglia beccorosso
  - Perdicula manipurensis Hume, 1881 - quaglia di Manipur
- Genere Ophrysia
  - Ophrysia superciliosa (J.E.Gray, 1846) † - quaglia dell'Himalaya
- Genere Pternistis
  - Pternistis hartlaubi (Barboza du Bocage, 1869) – francolino di Hartlaub
  - Pternistis camerunensis (Alexander, 1909) – francolino del Monte Camerun
  - Pternistis nobilis (Reichenow, 1908) – francolino nobile
  - Pternistis castaneicollis (Salvadori, 1888) – francolino collocastano
  - Pternistis atrifrons (Conover, 1930) – francolino frontenera
  - Pternistis erckelii (Rüppell, 1835) – francolino di Erckel
  - Pternistis ochropectus (Dorst & Jouanin, 1952) – francolino di Gibuti
  - Pternistis swierstrai (Roberts, 1929) – francolino di Swierstra
  - Pternistis ahantensis (Temminck, 1854) – francolino di Ahanta
  - Pternistis griseostriatus (Ogilvie-Grant, 1890) - francolino striato
  - Pternistis jacksoni (Ogilvie-Grant, 1891) – francolino di Jackson
  - Pternistis adspersus (Waterhouse, 1838) – francolino beccorosso
  - Pternistis capensis (J.F.Gmelin, 1789) – francolino del Capo
  - Pternistis natalensis (A.Smith, 1833) – francolino del Natal
  - Pternistis hildebrandti (Cabanis, 1878) – francolino di Hildebrandt
  - Pternistis bicalcaratus (Linnaeus, 1766) – francolino dal doppio sperone
  - Pternistis squamatus (Cassin, 1857) - francolino squamato
  - Pternistis icterorhynchus (Heuglin, 1863) – francolino beccogiallo
  - Pternistis clappertoni (Children & Vigors, 1826) – francolino di Clapperton
  - Pternistis harwoodi (Blundell & Lovat, 1899) – francolino di Harwood
  - Pternistis swainsonii (A.Smith, 1836) – francolino di Swainson
  - Pternistis leucoscepus (G.R.Gray, 1867) – francolino collogiallo
  - Pternistis rufopictus Reichenow, 1887 – francolino variopinto
  - Pternistis afer (Statius Müller, 1776) – francolino collorosso